# Clan Alfieri
 (juin 2023).
La mise en forme du texte ne suit pas les recommandations de Wikipédia : il faut le « wikifier ».
Les points d'amélioration suivants sont les cas les plus fréquents. Le détail des points à revoir est peut-être précisé sur la page de discussion.
- Les titres sont pré-formatés par le logiciel. Ils ne sont ni en capitales, ni en gras.
- Le texte ne doit pas être écrit en capitales (les noms de famille non plus), ni en gras, ni en italique, ni en « petit »…
- Le gras n'est utilisé que pour surligner le titre de l'article dans l'introduction, une seule fois.
- L'italique est rarement utilisé : mots en langue étrangère, titres d'œuvres, noms de bateaux, etc.
- Les citations ne sont pas en italique mais en corps de texte normal. Elles sont entourées par des guillemets français : « et ».
- Les listes à puces sont à éviter, des paragraphes rédigés étant largement préférés. Les tableaux sont à réserver à la présentation de données structurées (résultats, etc.).
- Les appels de note de bas de page (petits chiffres en exposant, introduits par l'outil «  Source ») sont à placer entre la fin de phrase et le point final[comme ça].
- Les liens internes (vers d'autres articles de Wikipédia) sont à choisir avec parcimonie. Créez des liens vers des articles approfondissant le sujet. Les termes génériques sans rapport avec le sujet sont à éviter, ainsi que les répétitions de liens vers un même terme.
- Les liens externes sont à placer uniquement dans une section « Liens externes », à la fin de l'article. Ces liens sont à choisir avec parcimonie suivant les règles définies. Si un lien sert de source à l'article, son insertion dans le texte est à faire par les notes de bas de page.
- La présentation des références doit suivre les conventions bibliographiques. Il est recommandé d'utiliser les modèles {{Ouvrage}}, {{Chapitre}}, {{Article}}, {{Lien web}} et/ou {{Bibliographie}}. Le mode d'édition visuel peut mettre en forme automatiquement les références.
- Insérer une infobox (cadre d'informations à droite) n'est pas obligatoire pour parachever la mise en page.

Pour une aide détaillée, merci de consulter Aide:Wikification.
Si vous pensez que ces points ont été résolus, vous pouvez retirer ce bandeau et améliorer la mise en forme d'un autre article.
Le clan Alfieri était un clan napolitain de la Camorra opérant au nord-est de Naples, avec sa sphère d'influence dans les municipalités de Saviano et Nola. 

## Histoire
L'association entre les deux frères Alfieri, Salvatore et Carmine a été formée après le meurtre de leur père à Tore Notaio en 1952. Ils ont juré de venger sa mort et trois ans plus tard, en 1956, Salvatore Alfieri a tué le meurtrier de leur père dans le cercle social de Saviano. Salvatore a été abattu dans une embuscade dans un restaurant de Pompéi par les tueurs de Raffaele Cutolo en 1981.
La perte de son frère et de son père a poussé Carmine à devenir le chef du clan et à acquérir une position dominante dans la région de Nola. Il était un membre fondateur important de l'alliance Nuova Famiglia (NF) qui a été formée pour contraster la puissance croissante de Nuova Camorra Organizzata (NCO) de Raffaele Cutolo au début des années 1980. Les affrontements internes entre les clans Casalesi et Nuvoletta ont finalement abouti au massacre de Torre Annunziata le 26 août 1984, lorsqu'au moins 14 personnes à bord d'un bus et deux voitures sont entrées dans le cercle des pêcheurs et ont ouvert le feu, tuant 7 personnes appartenant au Clan Gionta et en blessant 7 autres. 
Après la défaite du NCO, le clan est devenu extrêmement puissant à un rythme croissant qui s'est poursuivi jusqu'à la fin des années 1980. Au milieu des années 1980, le clan Alfieri a étendu son hégémonie dans la province de Naples dans différentes directions vers Pomigliano d'Arco, Agro Nocerino Sarcese le long du littoral entre Castellamare di Stabia et Torre Annunziata et dans la zone du Vésuve dans les municipalités de Somma Vesuviana, Sant'Anastasia et Volla. 
Il a également noué de nouvelles alliances avec le clan Galasso de Poggiomarino, le clan Anastasio de Sant'Anastasia, le clan Moccia d'Afragola, le clan Vangone-Limelli de Boscotrecase, Fernando Cesarano et Luigi Muollo de Castellammare di Stabia, Biagio Cava de Quindici, Ciro D'Auria de Sant'Antonio Abate et Angelo Lisciano de Boscoreale. 
En 1993, après que son pouvoir ait été miné par le témoignage de son ancien allié Pasquale Galasso, Carmine Alfieri lui-même est devenu un pentito. et a continué à faire des révélations dévastatrices contre divers clans et personnages de la Camorra ainsi que divers politiciens locaux. En raison de sa collaboration avec les autorités son fils et son frère, Antonio et Francesco ont été assassinés en 2002 et 2004.